# Paul Moraux

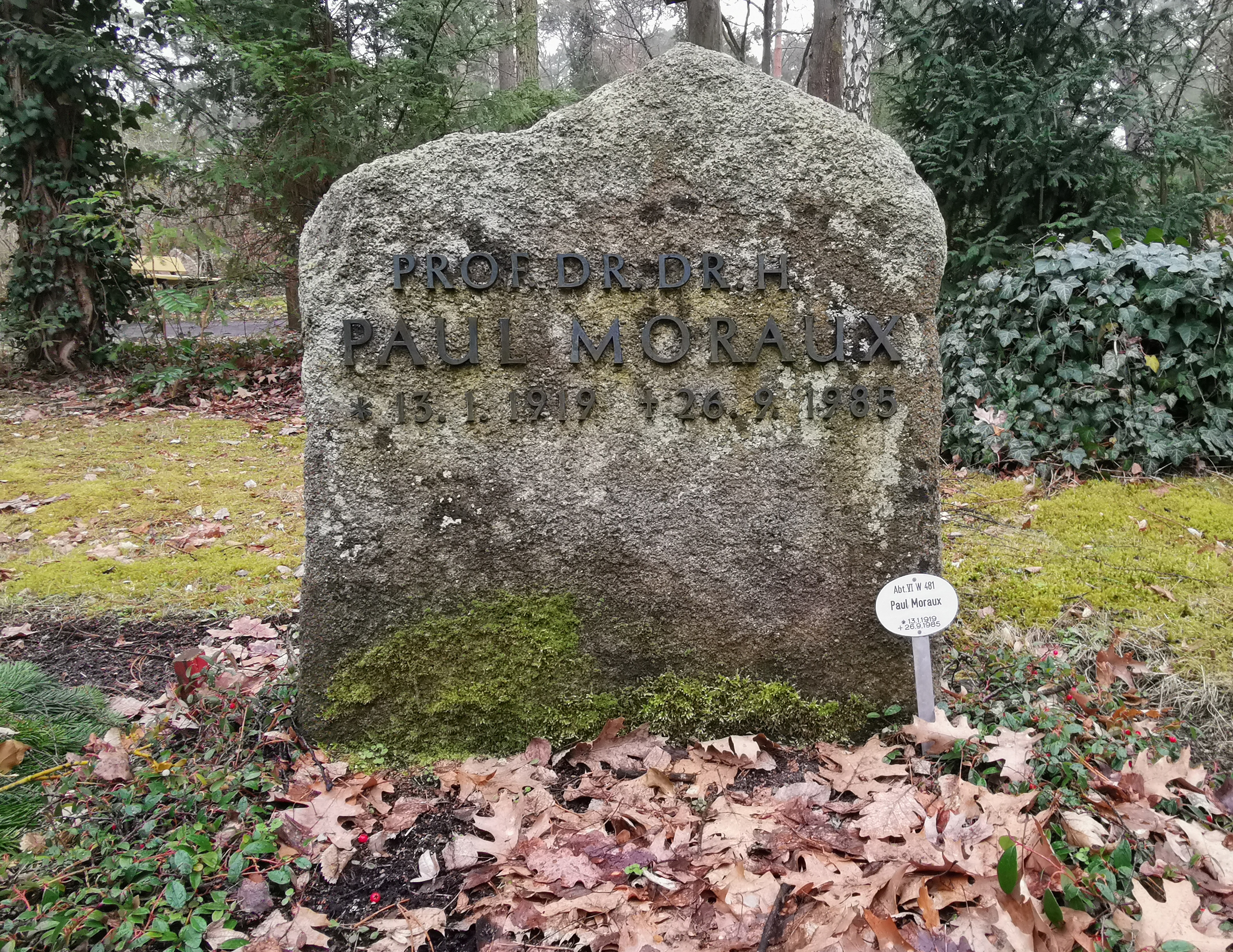
Grabstelle auf dem Waldfriedhof Zehlendorf in Berlin (Feld 38-355)

Paul Moraux (* 14. Januar 1919 in Oizy; † 26. September 1985 in Berlin) war ein belgischer Klassischer Philologe, der von 1959 bis 1984 Professor an der Freien Universität Berlin war.

## Leben
Paul Moraux studierte Klassische Philologie und Philosophie an der Universität Lüttich bei Marcel De Corte und Armand Delatte und wurde 1942 mit einer Arbeit über die Seelenlehre des peripatetischen Philosophen Alexander von Aphrodisias promoviert. Seine Habilitation erreichte er 1948 an der Universität Genf. Ein Jahr später ging er als Professor mit Lehrauftrag an die Universität Fribourg. Von 1950 bis 1955 lehrte und forschte er als Gastprofessor an der Freien Universität Berlin. Anschließend hatte er den Lehrstuhl für Klassische Philologie an der Universität Istanbul inne, ehe er 1959 an die Freie Universität Berlin zurückkehrte, zunächst als außerordentlicher Professor. Nach dem Tod von Georg Rohde wurde er 1961 zum ordentlichen Professor ernannt.
In Berlin blieb Moraux bis an sein Lebensende tätig. Seine lebenslange Beschäftigung mit dem Philosophen Aristoteles führte 1965 zur Gründung des Aristoteles-Archivs, das bis heute an der Freien Universität angesiedelt ist. Zu seinen Mitarbeitern am Aristoteles-Archiv zählten Dieter Harlfinger, Diether Reinsch und Jürgen Wiesner. Beim Symposium Aristotelicum, dessen Gründungsmitglied er war, rückte Moraux 1968 in den Vorstand auf. In dieser Eigenschaft organisierte er das neunte dreijährliche Symposion der Gemeinschaft in Berlin (1981). Er war darüber hinaus korrespondierendes Mitglied des Deutschen Archäologischen Instituts und der Türkischen Historischen Gesellschaft. Für seine Verdienste wurde er am 3. Dezember 1983 von der Pariser Sorbonne mit der Ehrendoktorwürde ausgezeichnet. 
Nach seiner Emeritierung im Frühjahr 1984 nahm Moraux weiterhin an Forschungskolloquien teil und trieb seine Forschungsarbeit voran. Bei einem Besuch in seiner Geburtsstadt Oizy im August 1985 traten Herzbeschwerden auf, die eine Operation nötig machten. In der Nacht nach der missglückten Operation starb er jedoch überraschend im Alter von 66 Jahren. Moraux wurde auf dem Waldfriedhof Zehlendorf in Berlin beigesetzt. Die Freie Universität richtete zu seinen Ehren am 2. Juli 1986 eine Gedenkfeier aus.
Paul Moraux beschäftigte sich sein Leben lang mit der Philosophie des Aristoteles. Er veröffentlichte zu ihm 17 Monografien und über 100 Aufsätze und Beiträge zu Sammelwerken. Seine Arbeiten lassen sich in drei Bereiche teilen: die Naturphilosophie des Aristoteles, die Überlieferungsgeschichte seiner Schriften in der Antike und im Mittelalter sowie der Einfluss der aristotelischen Philosophie auf die antike Philosophie insgesamt. Seine zwei größten Projekte waren Der Aristotelismus bei den Griechen, in dem Moraux die Überlieferungs- und Wirkungsgeschichte der aristotelischen Schriften nachzeichnet, und ein Verzeichnis sämtlicher erhaltenen Handschriften unter dem Titel Aristoteles Graecus. Mit Unterstützung der Universität und der Deutschen Forschungsgemeinschaft legte Moraux eine Mikrofilmsammlung der über 1000 Handschriften an, die den Grundstock des Aristoteles-Archivs bildete. Der erste Band des Aristoteles Graecus erschien 1976 und führte die Handschriften in den Städten von A bis L auf. Der zweite Band ist nicht erschienen. Das mehrbändige Werk Der Aristotelismus bei den Griechen konnte Moraux ebenfalls nicht abschließen: Die Bände 1 und 2 erschienen 1973 und 1984, der dritte Band blieb ein unvollendetes Manuskript und wurde erst 2001 von Jürgen Wiesner herausgegeben.